# Katedra Świętego Marcina w Spiskiej Kapitule
Katedra Świętego Marcina (słow. Katedrálny chrám sv. Martina) – jeden z najcenniejszych i najstarszych obiektów kościelnych na Słowacji, położony w dawnym miasteczku kościelnym Spiska Kapituła w regionie Spisz. Powstał w miejscu starszego kościoła z XI wieku (zachowały się fragmenty romańskiej rotundy). W 1776 podniesiona do godności katedry. Wraz z otoczeniem została wpisana na listę światowego dziedzictwa UNESCO.

## Konstrukcja katedry
Budowę rozpoczęto w 1198, ale właściwe prace trwały dopiero po najazdach tatarskich, w latach 1245–1273. Powstała w stylu późnoromańskim, ale większość elementów jest obecnie gotycka. Romański kształt zachowała fasada zachodnia, z dwiema wieżami górującymi nad okolicą, romańskim chórem i kruchtą. W lewej wieży znajdują się dwa poziomy biforiów, dwudzielnych okien romańskich z kolumienką pośrodku. Nad wejściem znajduje się romański półokrągły portal. Również drugi portal, północny, ukryty obecnie w kruchcie, zachował cechy romańskie. W kruchcie przetrwały także masywne sklepienia krzyżowo-żebrowe i filary wiązkowe.
Katedra jest trójnawowa – wielokrotnie ją przebudowywano. W II połowie XV wieku w stylu gotyckim – powiększono prezbiterium, a od strony południowej dobudowano kaplicę rodziny Zapolya (w miejscu dawniejszej gotyckiej kapliczki Bożego Ciała z 1382), bardzo podobną do kaplicy z kościoła w Spiskim Czwartku. W XVIII wieku, pod utworzeniu w 1776 starostwa spiskiego, obiekt poddano licznym późnobarokowym przeróbkom, które usunięto (czasami dość brutalnie) w latach 1873–1889. Nawa była w pewnym okresie podwyższana – mniej więcej o jedną trzecią swojej długości.
Kościół pokryty jest wspólnym dachem dwuspadowym. Jak większość świątyń z tego okresu jest zorientowany na osi wschód-zachód (główny ołtarz jest skierowany w kierunku wschodnim, ku Ziemi Świętej).

## Wyposażenie

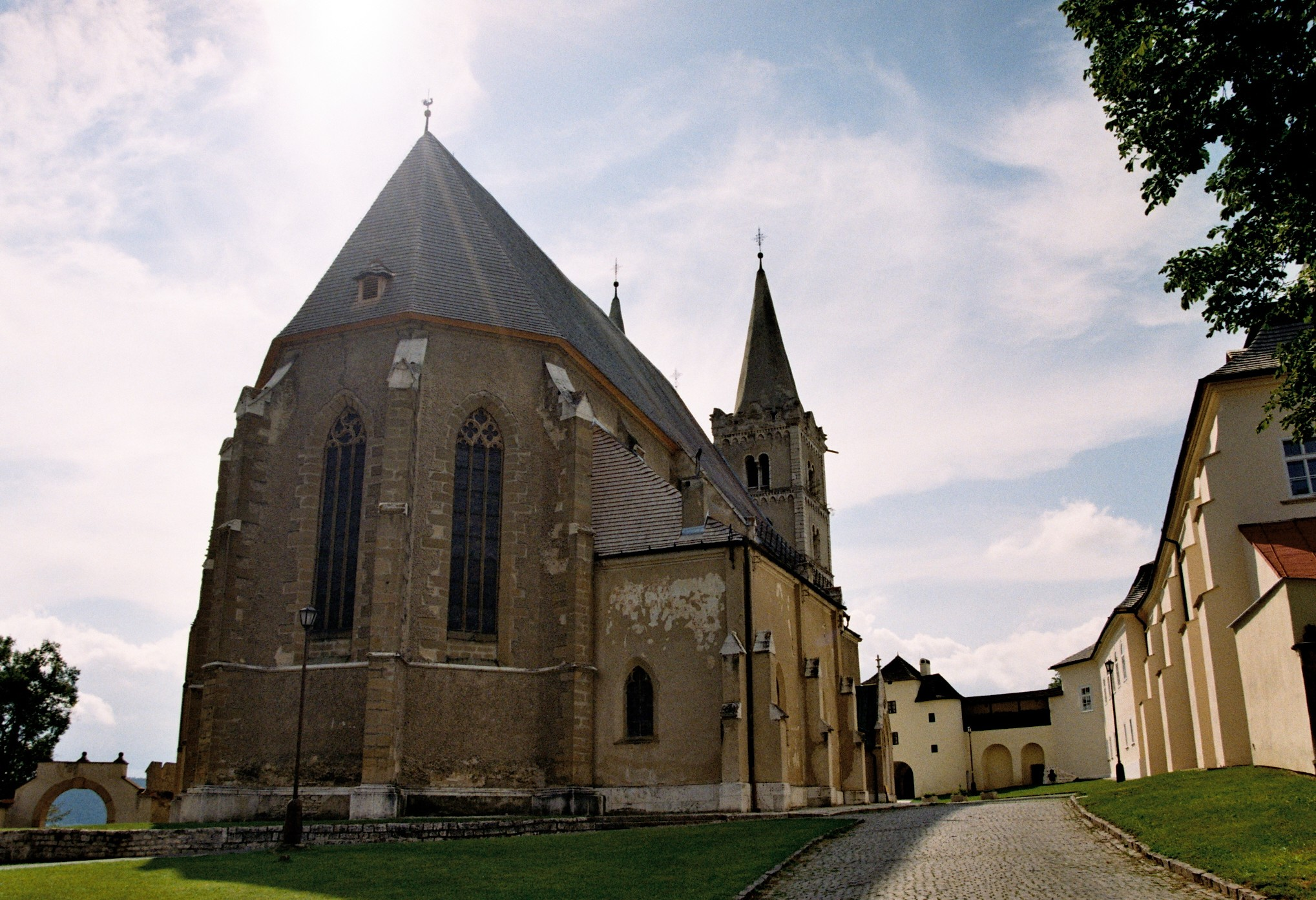
Katedra od strony wschodniej

Wskutek licznych przebudów w środku nie zachowało się wiele przedmiotów z początków istnienia katedry, niemniej jednak wnętrza pełne są cennych obiektów z różnych epok.
Z 13 gotyckich ołtarzy zachował się główny św. Marcina (właściwie neogotycki z XIX wieku, z wkomponowanymi gotyckimi fragmentami z lat 1470–1478), położone w nawach bocznych ołtarze Trzech Króli, św. Michała Archanioła i Zaśnięcia Panny Marii, Koronowania Panny Marii w kaplicy Zapolyów oraz ołtarz Krzyża Świętego. Inne najpierw zbarokizowano, zachowując oryginalne figury, a w XIX wieku ustawiono w neogotyckich szafach (dokonując przy okazji przeróbek, jeśli do nich nie pasowały). Tak wygląda m.in. ołtarz Najświętszego Serca Pana Jezusa.
Jednym z najcenniejszych obiektów jest Leo Albus, biała późnoromańska rzeźba leżącego lwa z II połowy XIII wieku (najstarsza romańska rzeźba na Słowacji). Figura Chrystusa Boleściwego w zachodnim portalu pochodzi z XV wieku, podobnie jak malowidło na desce nad wejściem do zakrystii, które przedstawia św. Stefana. Podczas prac konserwatorskich w latach 50. XX wieku odkryto fragmenty polichromii z 1317, obrazujące koronację króla Karola Roberta. W kaplicy Zapolyów stoją dwa epitafia rodowe z XV wieku – Imre i Istvána – panów na Zamku Spiskim). Wykonano je z czerwonego marmuru i ukazują zmarłych jako rycerzy, otoczonych aniołami i herbami, stojących na grzbietach lwów. W katedrze jest też kilka innych epitafiów i nagrobków, stawianych biskupom i świeckim dostojnikom ze Spiskiej Kapituły.
Z późniejszego okresu cenna jest monstrancja z 1740. Przed katedrą stoi rzeźba św. Jana Nepomucena z 1723.